# Spinnenläufer (Ordnung)
Die Spinnenläufer (Scutigeromorpha) sind eine Ordnung der zu den Tausendfüßern gehörenden Hundertfüßer. Sie sind mit etwa 100 Arten auf allen Kontinenten außer der Antarktis verbreitet. Davon kommen in Europa nur zwei Arten vor und nur eine in Mitteleuropa. Bei der mitteleuropäischen Art handelt es sich um den Spinnenläufer (Scutigera coleoptrata), der sich seinen deutschen Namen mit der Ordnung der Spinnenläufer teilt. Um Verwechslungen zu vermeiden, empfiehlt es sich daher für die Ordnung den Begriff Scutigeromorpha zu verwenden. Die Scutigeromorpha stellen die basalste („urtümlichste“) Ordnung der Hundertfüßer, und damit auch der gesamten Tausendfüßer, dar.
Ihr Aussehen und die hohe Geschwindigkeit können auf viele Menschen bedrohlich wirken, im Gegensatz zu anderen Hundertfüßern, wie den Riesenläufern (Skolopendern), sind ihre Bisse, sofern sie überhaupt erfolgen können, aber relativ harmlos. Über gefährliche Bissunfälle ist nichts bekannt, lediglich Schmerzen, lokale Rötungen und sekundäre Infektionen können auftreten. Normalerweise versuchen die Tiere jedoch zu fliehen und sind nicht aggressiv.

## Merkmale und Lebensweise

### Morphologie

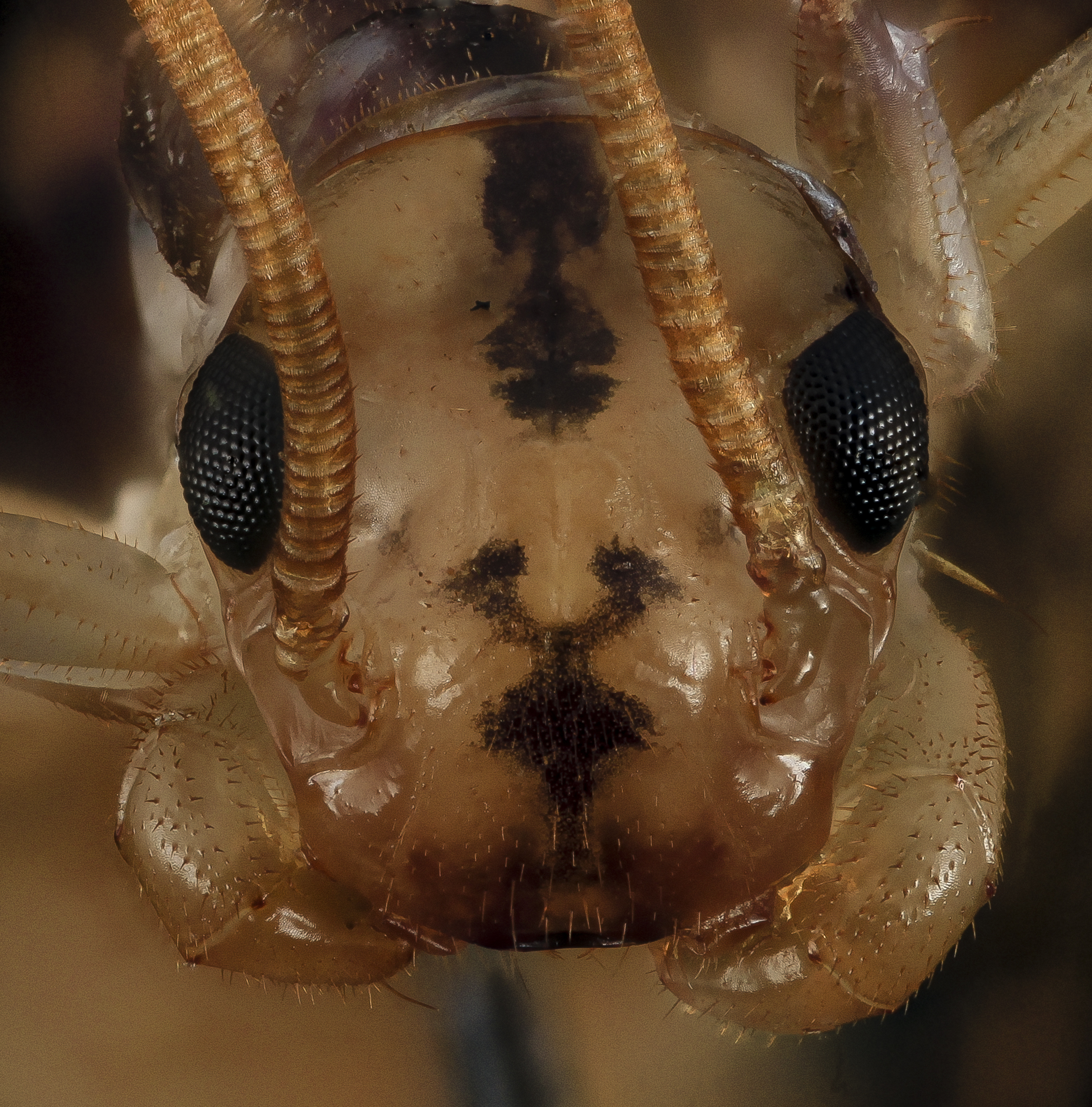
Kopf von Scutigera coleoptrata

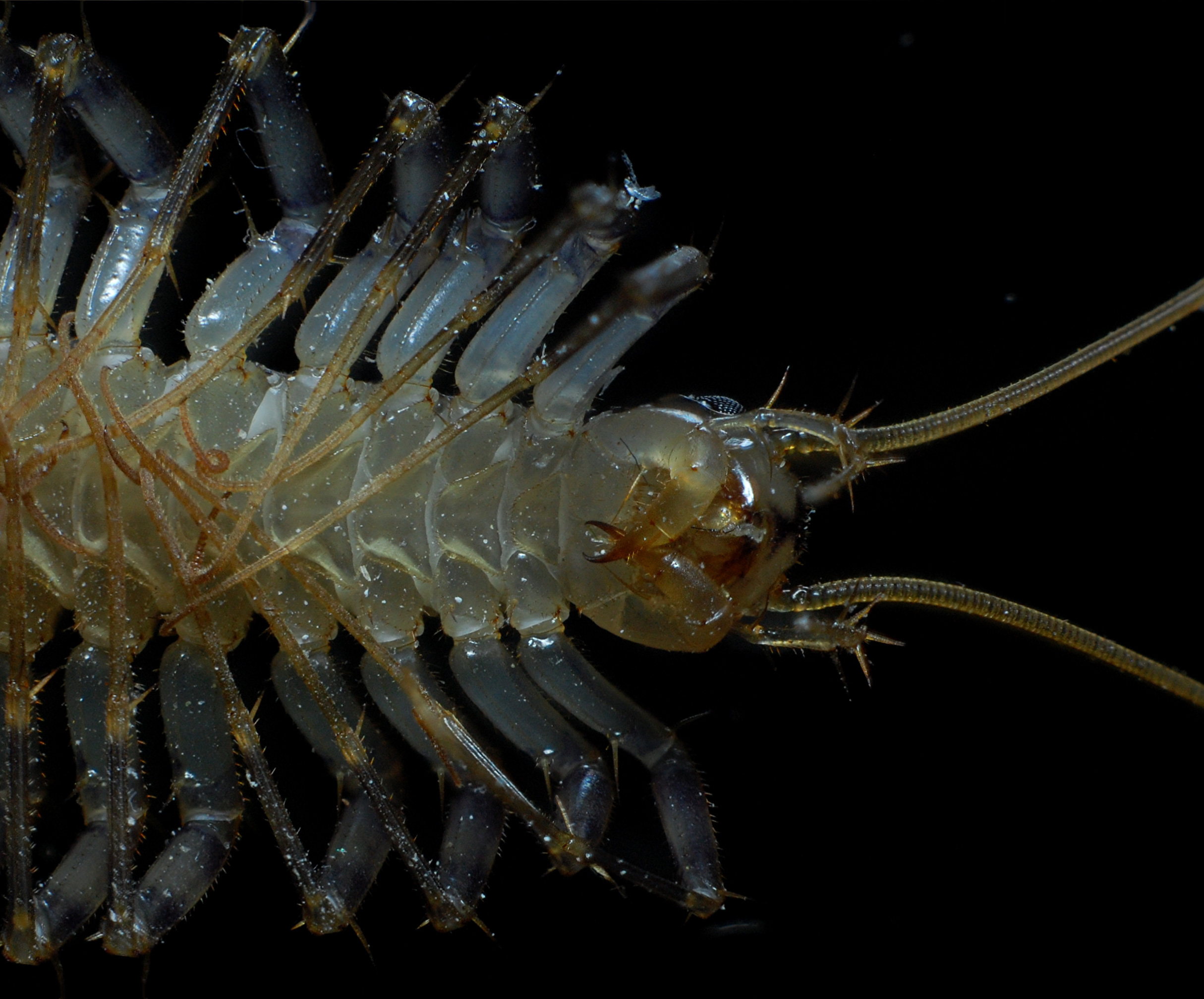
Unterseite des Kopfbereichs von Scutigera coleoptrata

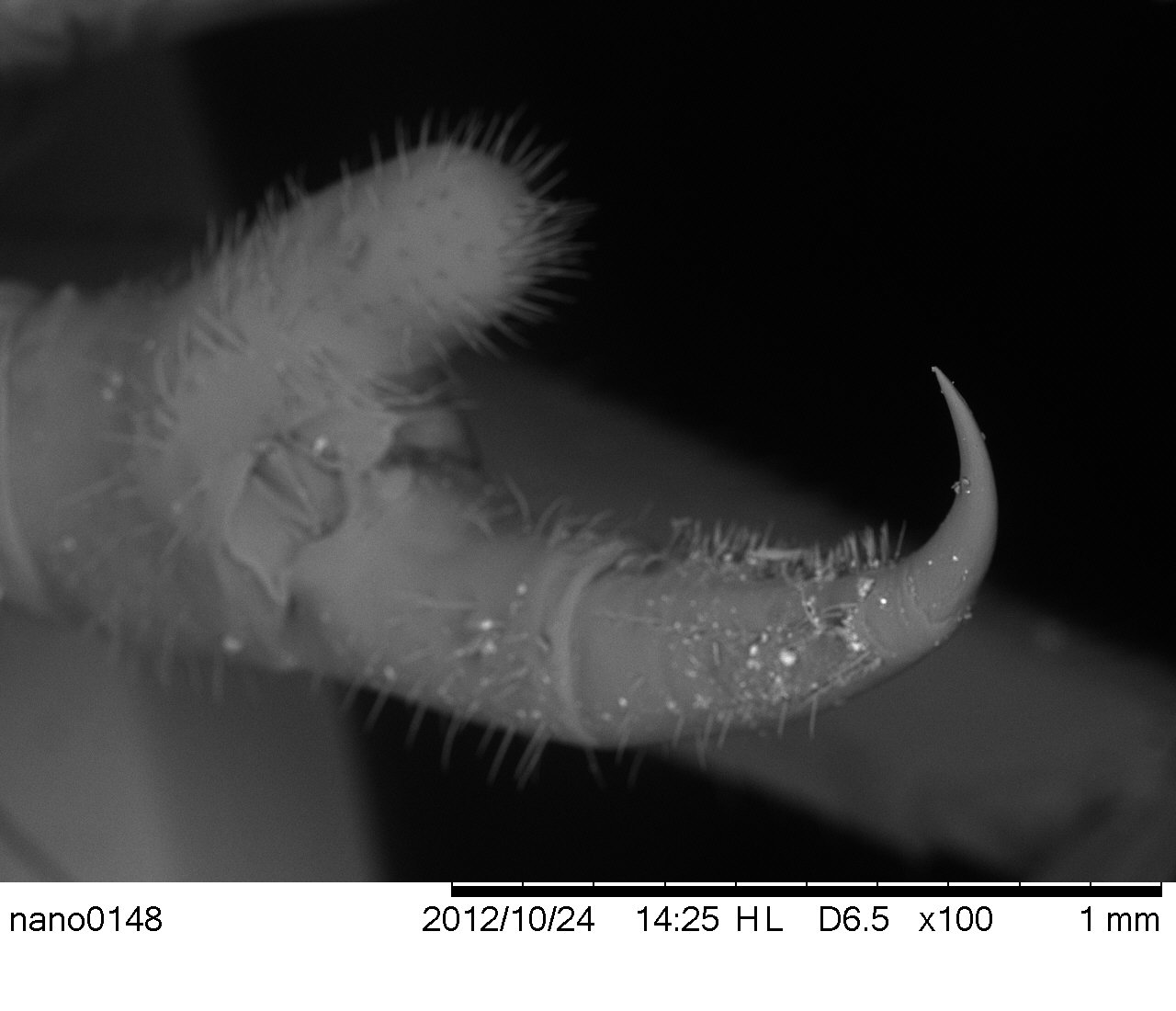
Mikroskopische Aufnahme der Klaue eines Spinnenläufers

Die Scutigeromorpha sind durch ihren Körperbau von allen anderen Hundertfüßern leicht zu unterscheiden. Die sehr langen, spinnenartigen Beine, haben den Tieren den deutschen Trivialnamen Spinnenläufer eingebracht. Die für Hundertfüßer verhältnismäßig kurzen Körper tragen 15 Beinpaare, genau wie bei den Steinläufern. Dabei sind beim Schlupf noch nicht alle Beinpaare ausgebildet, ihre Anzahl nimmt bei den Häutungen zu (Anamorphose). Die Beine nehmen zum Körperende hin an Länge zu, die Tarsen sind mehrgliedrig. Die einzelnen Beinglieder sind oft etwas abgewinkelt, wodurch die Beine etwas wellenförmig aussehen. Das besonders lange 15. Endbeinpaar wird nicht mehr zum Laufen verwendet und ist nach hinten weggeklappt. Auch die peitschenartigen Antennen sind sehr lang und vielgliedrig. Sie liegen seitlich am kuppelförmigen Kopf an. Sie sind die einzige Ordnung der Hundertfüßer, die ihre Facettenaugen behalten hat, in denen Kristallschichten zu finden sind, die analog zu denen der Kieferklauenträger (Chelicerata) und Insekten (Insecta) aufgebaut sind. Unterhalb der Augen befindet sich auf jeder Seite ein Tömösvárysches Organ. Der Körper ist nicht dorsoventral abgeflacht. Adulte Tiere weisen 15 Sklerite (Ventralplatten = Bauchplatten) auf, jedoch nur 7 große Tergite (Rückenplatten), da einige Tergite miteinander verschmolzen sind.
Die größten tropischen Arten erreichen Körperlängen von bis zu 8 cm, wobei sie von der Antennenspitze bis zur Endkralle der Endbeine beachtliche 50 cm messen können.
Die Ordnung Scutigeromorpha ist die einzige noch lebende Ordnung der Unterklasse Notostigmophora, die durch das Vorhandensein eines einzelnen Atemlochs am hinteren Ende jedes Tergits gekennzeichnet sind (insgesamt 7 Atemlöcher). Die höher entwickelten Taxa weisen multiple Atemlöcher an den Seiten auf und werden in die Unterklasse Pleurostigmomorpha eingeordnet. Zudem unterscheiden sich die Pleurite des Kopfes und Clypeus der beiden Gruppen voneinander.

### Lebensweise
Eine Auffälligkeit der Spinnenläufer ist, dass die Tiere sehr schnell laufen können. Ihre Flinkheit ist unter den Tausendfüßern unübertroffen. Dabei können sie auch Stürze mit hoher Geschwindigkeit (bis zu 15 Körperlängen pro Sekunde) überleben. Im Gegensatz zu vielen anderen Hundertfüßern graben Scutigeromorpha nicht im Boden, sondern jagen oberirdisch. Dies ist der Grund, weshalb ihre Augen nicht zu einzelnen Ocellen reduziert sind.
Die geschickten Jäger ruhen tagsüber meist unter Rinde, Steinen, in Felsspalten oder an anderen geschützten Orten und sind nachts auf der Suche nach ihrer Beute aktiv. Gefressen werden beispielsweise Spinnen und Insekten, wie z. B. Fliegen, Motten, Termiten und Fischchen. Aber auch Kannibalismus wurde schon beobachtet. Die Tiere sind in der Lage Fliegen aus der Luft zu fangen oder Beute an den Beinen zu befestigen, um direkt das nächste Opfer zu erlegen. Die Beute wird mit den Maxillipeden erstochen, durch die Gift injiziert werden kann. Diese Giftbisse können für die kleinen Beutetiere tödlich sein.
Durch ihre Schnelligkeit können Spinnenläufer häufig Beutegreifern entkommen. Falls doch einmal eine Feindabwehr notwendig ist, können sie die letzten Beinpaare vom Körper abwerfen, die danach noch minutenlang weiter zucken (Autotomie). Die abgeworfenen Beine können bei späteren Häutungen wieder regeneriert werden.

### Fortpflanzung
Zur Paarung wird von den Männchen eine Spermatophore auf ein kleines Gespinst am Boden abgelegt. Dieses nimmt das Weibchen anschließend auf, wobei klauenförmige Begattungsorgane am Hinterleib, die Gonopodien, zum Einsatz kommen. Mit diesen wird das befruchtete Ei ergriffen, mit Erde umhüllt und dann lose in den Boden gelegt. Die Erdhülle dient als Schutz vor Fressfeinden und Austrocknung, da Spinnenläufer keine Brutpflege erreichen und die Eier und Jungtiere sich selbst überlassen. Die frisch geschlüpften Jungtiere weisen vier Beinpaare auf und können laufen. Nach sechs Häutungen erreichen sie die volle Anzahl an Segmenten und Laufbeinen (Anamorphose). Erst nach sechs weiteren Häutungen ohne Zuwachs an Segmenten oder Beinen (Epimorphose) wird die Geschlechtsreife erreicht. Hierfür benötigt die einzige in Mitteleuropa vorkommende Art Scutigera coleoptrata zwei Jahre, aber ohne weitere Häutungen danach.

## Verbreitung

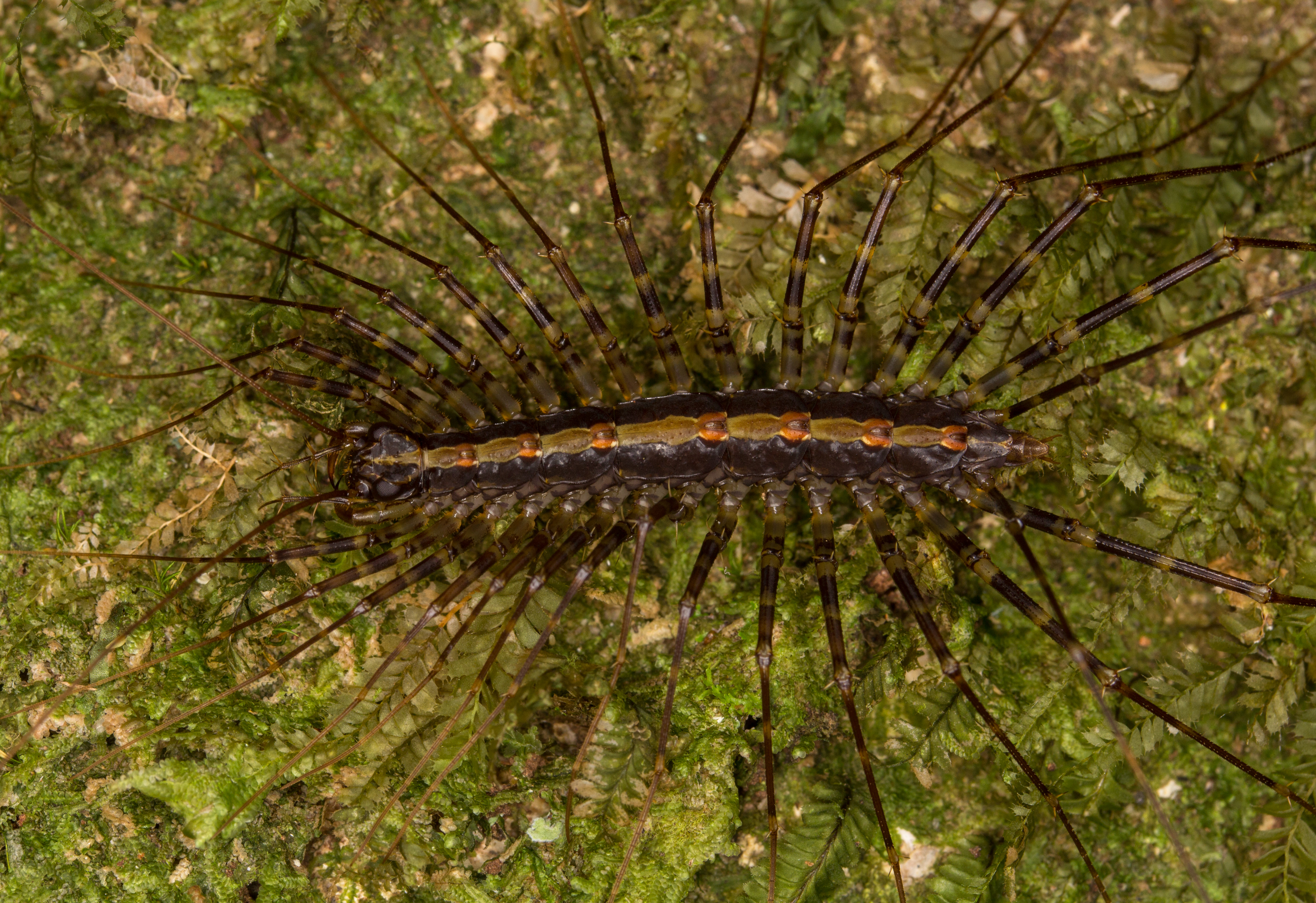
Sphendononema guildingii aus Ecuador gehört zur Familie Pselliodidae.

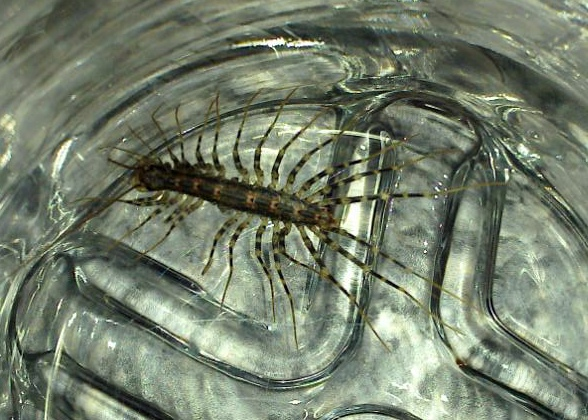
Allothereua maculata aus Australien

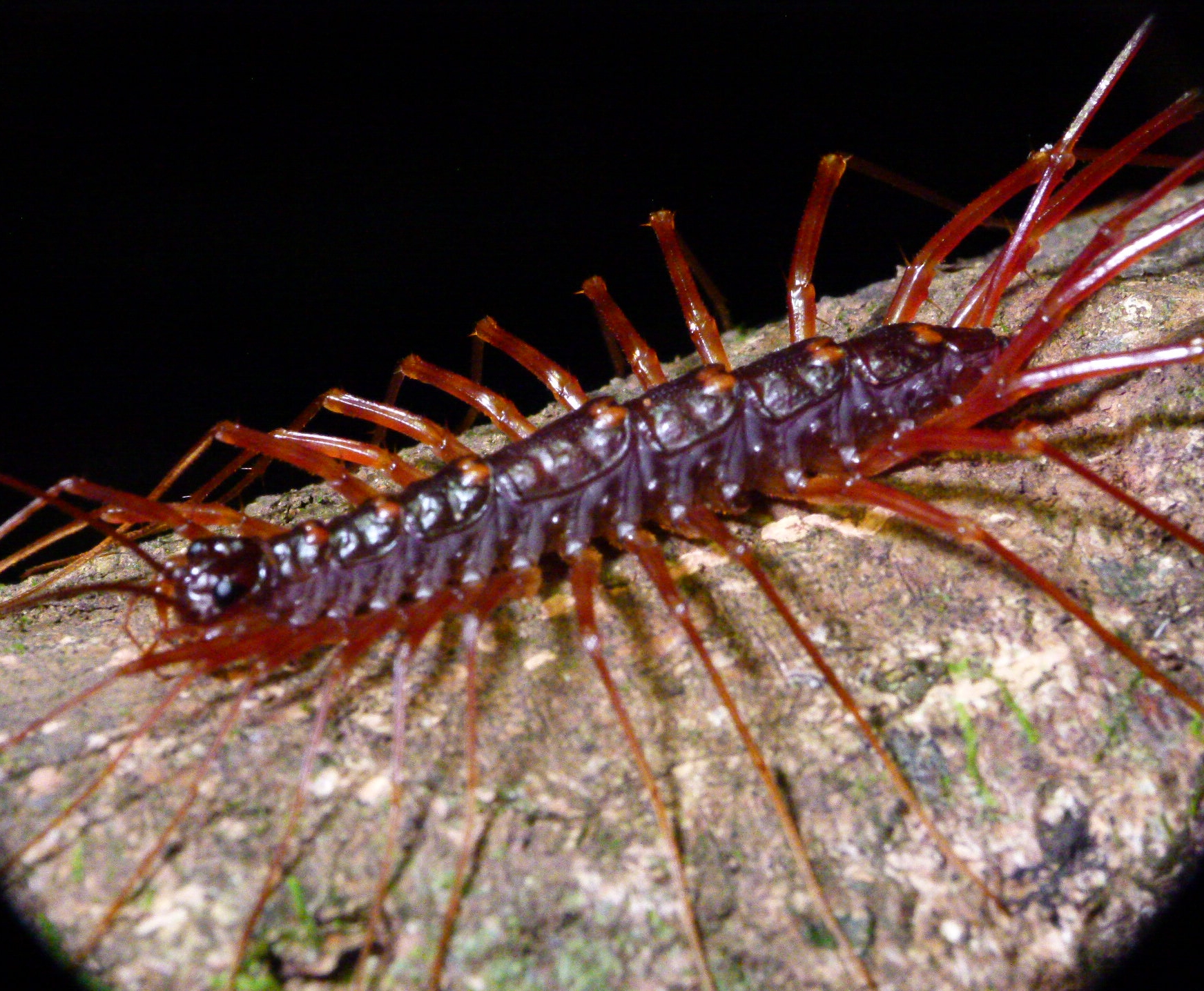
Unbestimmte Scutigera-Art aus Indien

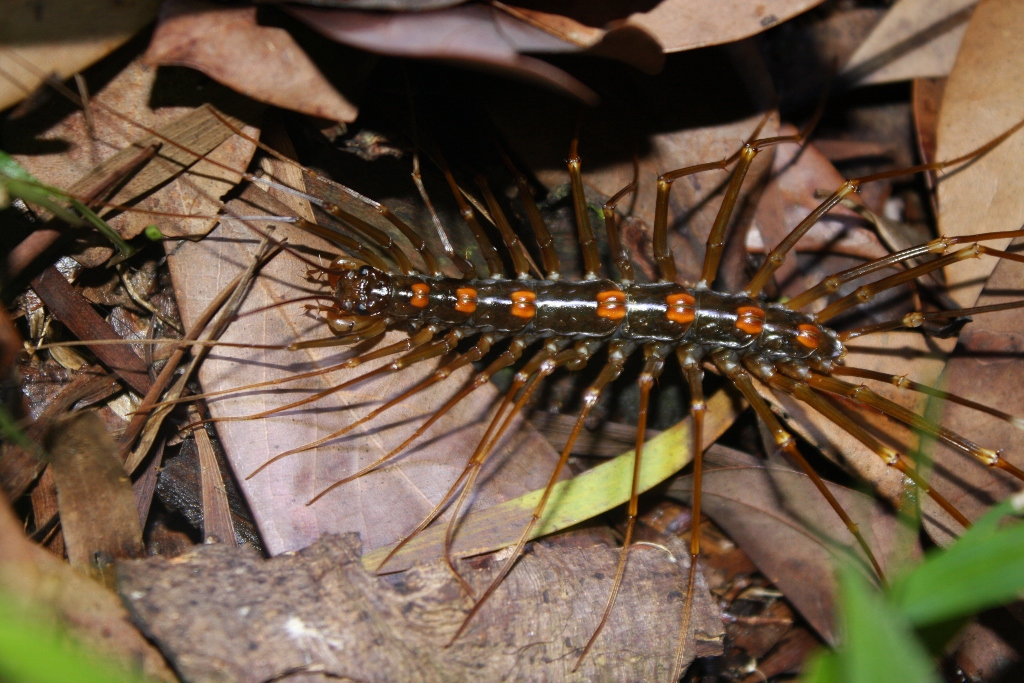
Thereuopoda clunifera aus China

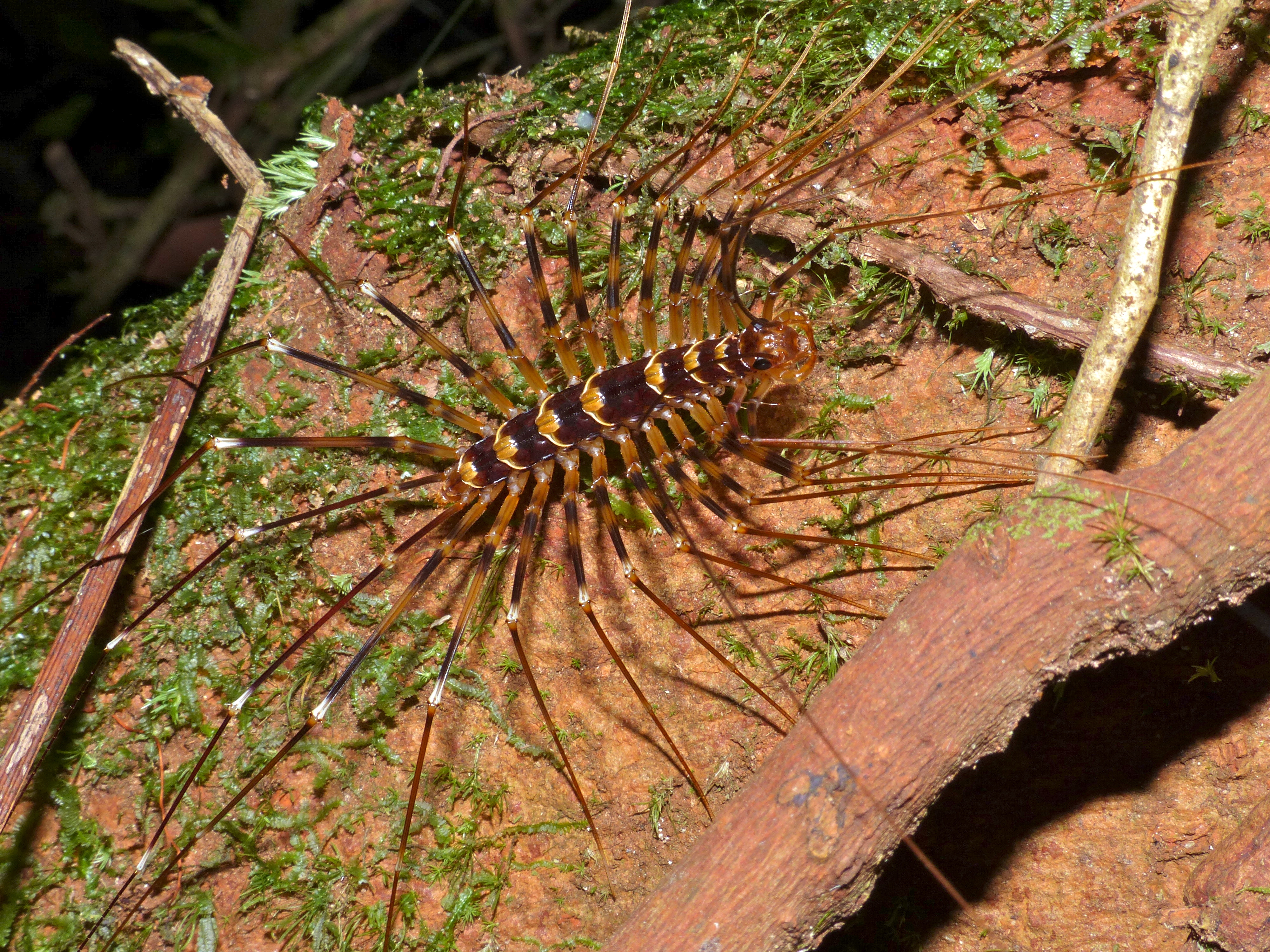
Thereuopoda longicornis aus Malaysia

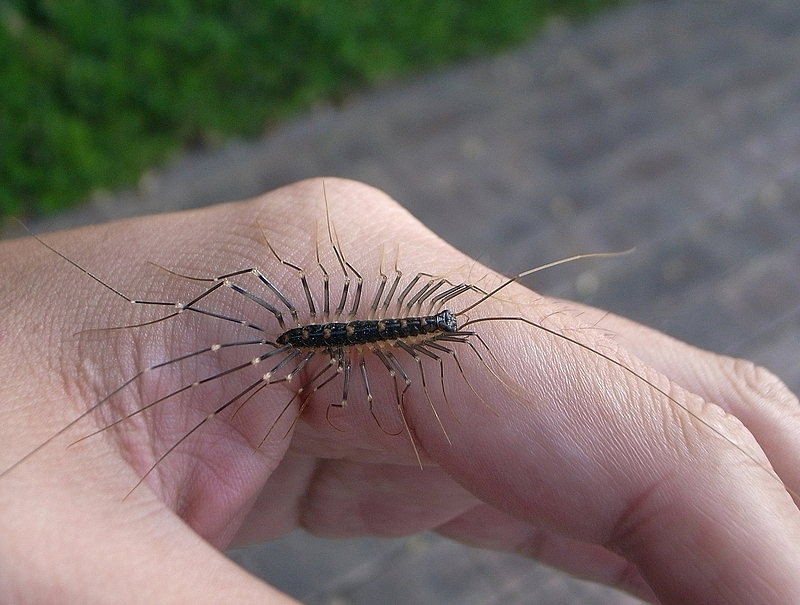
Thereuonema tuberculata aus Ostasien

Die Vertreter der Ordnung kommen auf allen Kontinenten außer der Antarktis vor. In Amerika sind sie vom Süden Kanadas bis in die zentralen Landesteile von Argentinien und Chile verbreitet und finden sich auch auf einigen Inseln der Karibik. In Afrika kommt die Ordnung nur nördlich und südlich der Sahara vor. Die Familie Scutigerinidae kommt dabei nur im Südosten Afrikas vor. In Europa ist die ursprünglich nur auf den Mittelmeerraum beschränkte Ordnung mittlerweile durch Verschleppungen weiter verbreitet. Scutigera coleoptrata kommt bis ins südliche Mitteleuropa und nach Osteuropa vor und ist in Städten auch noch weiter nördlich zu finden, bis in den Süden von Großbritannien und Schweden. In Westasien ist die Ordnung vom Mittelmeergebiet bis in den Kaukasus verbreitet, außerdem gibt es in Zentralasien mehrere Arten. Von hier erstreckt sich das Verbreitungsgebiet über das südliche Russland bis nach China und Japan. In Süd- und Südostasien kommt die Ordnung von Indien und China bis nach Indonesien inklusive Papua-Neuguinea vor. Angrenzend findet sich die Ordnung auch in Australien, eingeschleppt auf Neuseeland und auf einigen pazifischen Inseln Ozeaniens. Somit fehlen die Spinnenläufer nur in extrem trockenen oder sehr kalten Regionen.
In Australien kommen 19 Arten vor, in Europa nur 2. Auf Hispaniola leben zwei Arten.

## Äußere Systematik
Das folgende Kladogramm zeigt die Einordnung der Hundertfüßer-Ordnungen:
|           | Craterostigmomorpha                                                                             |
|           |                                                                                                 |
| Epimorpha | \| \| Scolopendromorpha (Riesenläufer) \| \| \| \| \| \| Geophilomorpha (Erdläufer) \| \| \| \| |
|           | \| \| Scolopendromorpha (Riesenläufer) \| \| \| \| \| \| Geophilomorpha (Erdläufer) \| \| \| \| |
|           | Scolopendromorpha (Riesenläufer)                                                                |
|           |                                                                                                 |
|           | Geophilomorpha (Erdläufer)                                                                      |
|           |                                                                                                 |

|  | Scolopendromorpha (Riesenläufer) |
|  |                                  |
|  | Geophilomorpha (Erdläufer)       |
|  |                                  |

|           | Craterostigmomorpha                                                                             |
|           |                                                                                                 |
| Epimorpha | \| \| Scolopendromorpha (Riesenläufer) \| \| \| \| \| \| Geophilomorpha (Erdläufer) \| \| \| \| |
|           | \| \| Scolopendromorpha (Riesenläufer) \| \| \| \| \| \| Geophilomorpha (Erdläufer) \| \| \| \| |
|           | Scolopendromorpha (Riesenläufer)                                                                |
|           |                                                                                                 |
|           | Geophilomorpha (Erdläufer)                                                                      |
|           |                                                                                                 |

|  | Scolopendromorpha (Riesenläufer) |
|  |                                  |
|  | Geophilomorpha (Erdläufer)       |
|  |                                  |

|           | Craterostigmomorpha                                                                             |
|           |                                                                                                 |
| Epimorpha | \| \| Scolopendromorpha (Riesenläufer) \| \| \| \| \| \| Geophilomorpha (Erdläufer) \| \| \| \| |
|           | \| \| Scolopendromorpha (Riesenläufer) \| \| \| \| \| \| Geophilomorpha (Erdläufer) \| \| \| \| |
|           | Scolopendromorpha (Riesenläufer)                                                                |
|           |                                                                                                 |
|           | Geophilomorpha (Erdläufer)                                                                      |
|           |                                                                                                 |

|  | Scolopendromorpha (Riesenläufer) |
|  |                                  |
|  | Geophilomorpha (Erdläufer)       |
|  |                                  |

|           | Craterostigmomorpha                                                                             |
|           |                                                                                                 |
| Epimorpha | \| \| Scolopendromorpha (Riesenläufer) \| \| \| \| \| \| Geophilomorpha (Erdläufer) \| \| \| \| |
|           | \| \| Scolopendromorpha (Riesenläufer) \| \| \| \| \| \| Geophilomorpha (Erdläufer) \| \| \| \| |
|           | Scolopendromorpha (Riesenläufer)                                                                |
|           |                                                                                                 |
|           | Geophilomorpha (Erdläufer)                                                                      |
|           |                                                                                                 |

|  | Scolopendromorpha (Riesenläufer) |
|  |                                  |
|  | Geophilomorpha (Erdläufer)       |
|  |                                  |

## Innere Systematik
Die etwa 100 bekannten Arten werden in 3 Familien mit 30 Gattungen eingeordnet. Es wird davon ausgegangen, dass die tatsächliche Artenzahl auf der Welt höher liegt und vermutlich 150 Arten überschreitet.
- Pselliodidae Chamberlin, 1955
  -     - Gonethella (eine Art auf Cayman Brac)
    - Gonethina (zwei Arten auf Grenada und Fidschi)
    - Sphendononema (drei Arten im subtropischen und tropischen Amerika sowie Zentralafrika)
- Scutigeridae Leach, 1814
  - Unterfamilie Scutigerinae Leach, 1814
    - Ballonema (eine Art auf Papua-Neuguinea)
    - Ballonemella (eine Art)
    - Brasiloscutigera (eine Art)
    - Dendrothereua (drei Arten in Mittel- und Nordamerika)
    - Gomphor (eine Art)
    - Scutigera (30 Arten auf allen Kontinenten außer der Antarktis)
    - Suctigerina (eine Art)

  - Unterfamilie Thereuoneminae Verhoeff, 1925
    - Allothereua (neun Arten, davon sechs in Australien, die übrigen in Asien)
    - Diplacrophor (eine Art auf Nggela)
    - Parascutigera (17 Arten in Australasien)
    - Pesvarus (eine Art in Australien)
    - Phanothereua (eine Art)
    - Pilbarascutigera (mindestens eine Art in Australien)
    - Podothereua (eine Art)
    - Prionopodella (eine Art in Australien)
    - Prothereua (eine Art in Australien)
    - Seychellonema (eine Art auf den Seychellen)
    - Tachythereua (eine Art in Spanien)
    - Thereulla (eine Art in Südamerika)
    - Thereuonema (sechs Arten vom Nahen Osten bis Japan)
    - Thereuopoda (vier Arten von Japan und Indien bis Australien)
    - Thereuopodina (drei Arten von Indien bis Australien)
    - Thereuoquima (eine Art)
    - Theuronema (eine Art in Zentralasien)
- Scutigerinidae Attems, 1926
  -     - Madagassophora (eine Art auf Madagaskar)
    - Scutigerina (zwei Arten im Süden Afrikas und auf Madagaskar)

## Fossilien

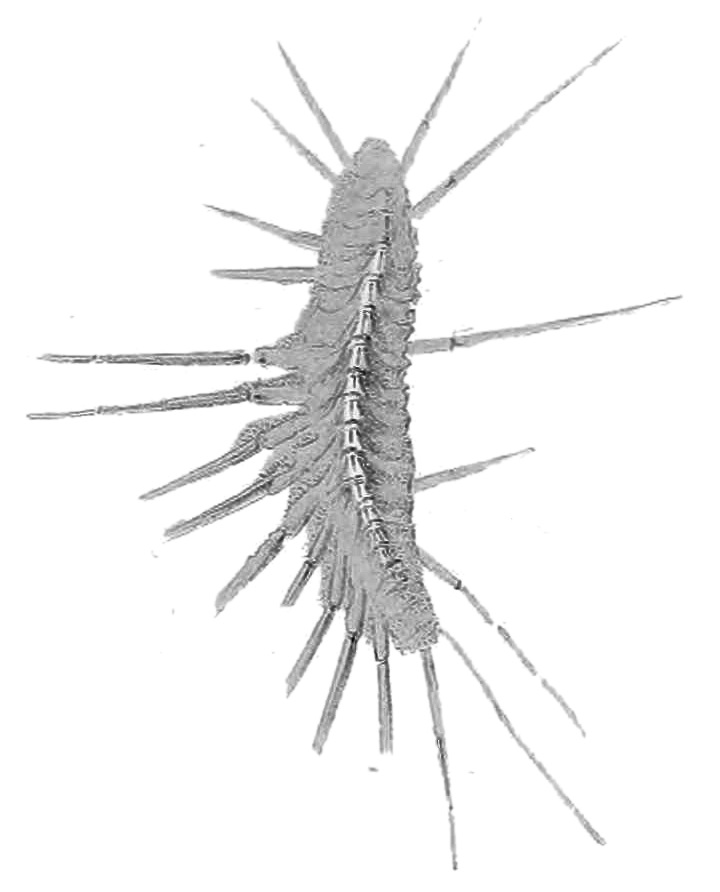
Illustration von Latzelia primordialis

Scutigeromorpha gibt es bereits seit etwa 420 Millionen Jahren (spätes Silur). Damit gehören die ältesten bekannten Hundertfüßer-Fossilien zu dieser Ordnung. Die Morphologie der Beine und Maxillipeden hat zur Einordnung dieser Fossilien geführt, für die die Gattung Crussolum beschrieben wurde. Arten der Gattung Crussolum sind bekannt aus Ludlow in England (Geologische Serie: Pridolium), aus dem Rhynie Chert (aus Rhynie in Schottland) (Serie: Pragium, Unterdevon) und aus der Fossillagerstätte Gilboa (Schoharie County) im US-Bundesstaat New York (Givetium, Mitteldevon). Anders als bei den heutigen Scutigeromorpha ist der Tarsus bei den Fossilien noch nicht in einen Basitarsus und Distitarsus unterteilt. Zudem fehlen tarsale Substrukturen wie Papillen und bestimmte Setae. Jüngere fossile Scutigeromorpha sind die Gattungen Latzelia aus dem Pennsylvanium (Oberkarbon) in Illinois und Fulmenocursor aus der Unterkreide in Brasilien, die beide nur von einem einzigen Exemplar bekannt sind. Beide Gattungen ähneln den heutigen Gattungen so weit, wie es die Fossilien erkennen lassen. Die Gattung Fulmenocursor ist dabei möglicherweise ein Vertreter der Scutigeridae, womit die Kronengruppe der Scutigeromorpha bis ins Aptium zurück zu datieren wäre.